# 白崎彩子
白崎 彩子（しらさき あやこ、1969年9月16日 - 2021年11月29日）は、ジャズピアニスト。東京都世田谷区出身。

## 来歴・人物
5歳からクラシックピアノを始め、10歳になるとジャズピアノの演奏を父親より習った。東京都立芸術高等学校、東京芸術大学音楽学部ピアノ科卒。
東京藝術大学卒業後にジャズ奏者として活動していたが、本場のジャズを求めてニューヨークへ渡った。その後、マンハッタン音楽学校を卒業。同地にてアメリカ人と結婚し、二人の子供を授かった。結婚後も音楽活動を続けていた。
1995年に第一回ハイネケン・ジャズ・コンペティションピアノ部門第2位。この受賞においては、レイ・ブライアントに高く評価された。2001年、マンハッタン音楽学校ジャズピアノ科修士課程を修了。2003年にアルバム「イグジスタンス（原題: EXISTENCE）」　でデビューする。白崎彩子ピアノトリオを結成し活動していた。
2021年11月29日、がんのためニューヨークの自宅で死去。52歳没。

## ディスコグラフィ

### アルバム
| 発売日         | タイトル                         | 規格 | 規格品番  | 最高順位 |
| -------------- | -------------------------------- | ---- | --------- | -------- |
| 2003年08月20日 | イグジスタンス                   | CD   | WNCJ-2124 |          |
| 2005年06月22日 | Musically Yours                  | CD   | WNCJ-2148 |          |
| 2006年04月19日 | HOME ALONE                       | CD   | WNCJ-2163 |          |
| 2010年09月07日 | Falling Leaves - Live in Hamburg | CD   | JMR201001 |          |
| 2013年7月31日  | Some Other Time                  | CD   | JMR201301 |          |

### 受賞歴
- 第1回ハイネケン・ジャズ・コンペ ティション（1995年）　準グランプリ[1][2]
- Great American Jazz Piano Competition　3位[8]